# Mouvement du 11 mai
Le Mouvement du 11 mai est un mouvement étudiant français d'extrême-gauche qui a pris naissance tôt le matin le samedi 11 mai 1968 à la faculté des sciences à Marseille, centré sur les étudiants d'extrême gauche et dans la ligne des comités d'action lycéens ou de salariés, en réaction aux violences policières et aux centaines d'arrestations dont les marseillais venaient de prendre connaissance en écoutant les radios périphériques raconter en direct l'assaut de la police lors de la Nuit des Barricades de Mai 68.

## Histoire

### Contexte
Le mai 68 marseillais a par exemple été longtemps « occulté parce que la mémoire de mai 68 a été construite par les têtes d’affiches parisiennes », dont la quarantaine de biographies constituent l'ossature du livre Génération d'Hervé Hamon et Patrick Rotman, « un petit groupe, parisien, d’origine plutôt bourgeoise et poursuivant de brillantes études » avant Mai 68.
En février 1968, la ville de Marseille est au cœur du combat militant contre la  Guerre du Vietnam, avec la collecte de 520 tonnes de marchandises entreposées dans les cales d'un cargo qui embarque du port de Marseille pour les populations du Vietnam. Le Comité Vietnam national et les Comités Vietnam de base sont parmi les plus actifs. Cette pratique régulière de l'intersyndicale va jusqu'à des banderoles communes SNES-AGEM.
Même si le département des Bouches du Rhône a été au début des années 1960 marqué par l’arrivée massive des Français rapatriés d’Algérie, après les élections législatives des 5 et 12 mars 1967, la gauche détient les onze circonscriptions, cinq députés communistes et six de la Fédération de la gauche démocrate et socialiste (FGDS). Le PCF recueille plus de 30 % des voix et son journal La Marseillaise, tire à 14 500 exemplaires. Le courant communiste est dominant à la tête des syndicats enseignants, en particulier la Fédération de l’Éducation nationale (FEN) et dans le privé dans la CGT. Force ouvrière est implantée chez les municipaux de Marseille et dans le bassin minier de Gardanne, où la CFTC conserve également une certaine influence. La CFDT, fondée en 1964 n'y est pas et n’a pas encore reçu l'appoint des métallurgistes de la SOLMER, en provenance de Lorraine, car c'est seulement en décembre 1968 que démarre la première tranche des travaux de la zone industrialo-portuaire de Fos-sur-Mer.
Depuis le milieu des années 1960, l’Association générale des étudiants de Marseille (AGEM), affiliée à l’UNEF participe à l'alliance locale entre CGT, CFDT et FEN, en s'y affichant lors des Premiers Mai en 1967 et 1968.

### Les fondateurs
(juillet 2021).
 (juillet 2021).
Le Mouvement du 11 mai a parmi ses fondateurs Samuel Johsua, étudiant en sciences à Marseille, qui est militant d'extrême gauche du « Groupe 66 ». En médecine, avec les autres membres du Comité de lutte, il se fixe pour objectif le démantèlement de la Corpo, qui regroupe, selon ses camarades, l'extrême droite locale. Samuel Johsua avait adhéré à treize ans au Parti communiste à Marseille afin de lutter contre la Guerre d'Algérie, puis en a été exclu par sa cellule de dockers des quartiers Nord de la ville. En mai 68, il termine sa maîtrise de physique-chimie. C'est le militant auquel les Renseignements généraux, au sein des policiers de Marseille consacrent le plus de suivi et de rapports. Son frère Isaac Johsua, né en 1939 à Alexandrie (Égypte) et expulsé avec sa famille au lendemain de l’expédition militaire de Suez, en 1956, a travaillé de 1964 à 1967 comme économiste à Cuba, au service de planification prospective du ministère de l’Industrie (dirigé par Che Guevara), puis comme enseignant d’économie à l’Université de La Havane et a rompu lui aussi avec le PCF, mais pour adhèrer à la Jeunesse communiste révolutionnaire lors de son retour à Paris.
L'autre militant connu, parmi les fondateurs, est Robert Holtzauer ancien président de l'UNEF à Marseille
. Le « Groupe 66 », créé en 1966 après la reprise en main de l'Union des Etudiants Communistes par la direction du PCF l'année précédente, lancera successivement le mouvement COLER (pour Comité d'organisation et de liaison des étudiants révolutionnaires) puis de Mouvement du 11 mai, en écho au Mouvement du 22 mars lancé à Nanterre. Le 24 mai 1968, lors de l'élection des délégués d'amphitéâtre à Aix-Marseille, les candidats du mouvement obtiennent 174 délégués sur 190 élus.
Jacques Soncin et Patrick Magro, catholique militant, tous deux inscrits en médecine sur le campus de Luminy, avaient tout d'abord pris la direction de l’UNEF en battant l'Union des étudiants communistes (UEC) lors d'une élection tenue dans un bar du Redon, aux dépens de son secrétaire à Marseille Jacques Boulesteix. Mais les relations sont cordiales, avec Patrick Magro avec des deux côtés une condamnation des groupes gauchistes et une présence à la paroisse universitaire, menée par Bernard Charrier, le secrétaire des Etudiants Socialistes Unifiés, la branche étudiante du PSU, très représentée à l’UNEF en faculté de médecine mais aussi sur le campus de Luminy créé en 1966 pour faire face à l'accroissement important du nombre des étudiants dans certaines disciplines (biologie, chimie, informatique et interactions, mathématiques, mécanique, physique, sciences, arts et techniques de l'image et du son) aux portes des Calanques, au milieu des collines et garrigues. Le noyau militant inclut aussi Benoît Hubert (UJCML ), en 1re année de biologie, et Jean-Dominique Leccia qui deviendra militant du groupe 66].
L'UNEF est ainsi, avant d'être conquise par les étudiants du Mouvement du 11 mai, dirigée par des étudiants proches du PSU : Alain Castan, ex-militant contre la Guerre d'Algérie puis PSU, était devenu vice-président général de l'AGEM-UNEF en 1966 après avoir présidé l'Association locale des étudiants en sciences. Cet étudiant en médecine de 23 ans, de la faculté de Saint-Charles, a adhéré au PSU en 1967, mais malgré cela, l'UNEF reste depuis 1966 opposée à la ligne de la direction nationale du syndicat et proche des militants communistes locaux, très influente dans l'enseignement comme dans les entreprises privées. Élu vice-président de l'UNEF locale, Jacques Soncin devient l'une des figures du mouvement étudiant local tout au long de Mai 68. Il avait défilé à sa première manifestation dès l'âge de 14 ans, en 1960, dans sa ville de Nîmes pour la paix en Algérie. L'AGEM-UNEF est alors très disputée car la vente de polycopiés procure des ressources et son local abrite au sous-sol une discothèque, Le Kilt, qui déménagera plus tard au 169 Avenue du Prado, 13008 Marseille. C'est la même chose à Nice où le Kilt Club, logé dans une somptueuse villa du quartier de Magnan, appartient à l'Agen (Association générale des étudiants de Nice

### La grève à la faculté des sciences le 7 mai
A deux pas de la gare SNCF, la faculté des sciences Saint-Charles est éloignée de celles de droit et des lettres d’Aix. À partir du 3 mai 1968, l’AGEM, branche locale de l'UNEF, y affiche sa solidarité avec les étudiants parisiens contre les violences policières mais « l’un des premiers débats au cours des assemblées générales houleuses qui se succèdent dans les amphithéâtres porte sur la question de la grève et du maintien ou non des examens », combattue par Fédération nationale des étudiants de France (FNEF), bien implantée en médecine. L’extrême gauche locale va ensuite se constituer en « mouvement du 11 mai » pour élargir son assise et ira jusqu'à créer le 18 mai, une « assemblée constituante » composée d’enseignants, d’agents et d’étudiants, chargée de réfléchir à une modification du système universitaire.
La faculté de sciences dite "Saint-Charles" de Marseille est occupée le 7 mai pour la première fois dans le cadre d'un vote sur le principe d'une grève en solidarité avec les étudiants parisiens emprisonnés qui crée la surprise. Le "Groupe 66", servira d'ossature à une structure plus large, fondée un peu plus tard, le "Mouvement du 11 mai", qui prend ce nom en hommage à la mobilisation du samedi 11 mai, lorsque les manifestations du 13 mai dans la région obtiennent un succès inattendu.
Samuel Johsua estime que {{cita[contrairement à ce qui se passe au quartier Latin, la présence des lycéens et étudiants dans les manifs marseillaises ne va pas de soi, qu'elle est à imposer à la CGT}} et requiert pour y parvenir, et il s'y emploie au moyen des négociations délicates avec le service d'ordre du syndicat. Jusque là, les rapports des Renseignements généraux décrivent des syndicats qui « conservent plus ou moins efficacement la maîtrise de leurs troupes et une auto-limitation des mouvements étudiants et lycéens ».
Une manifestation de 2 500 personnes se déroule le lendemain 8 mai, en soutien aux étudiants de Paris qui sont nombreux à avoir été arrêtés au soir du 3 mai. Le mouvement du 11 mai, qui n'est pas encore constitué séparément, avec simplement un "Groupe 66", reçoit alors le soutien de l'UNEF locale et du SNESUP. Les 2 500 personnes décident d'occuper l’ancien kiosque à musique de la Canebière, en attendant que la faculté des sciences ne soit occupée et y stockent du matériel d'autodéfense. Siège du « centre dramatique national du Sud-Est et de l’Action culturelle du Sud-Est », le kiosque à musique est situé à deux pas du monument dit des « Mobiles », lieu traditionnel des manifestations à Marseille et il est immédiatement transformé en vitrine du "Mouvement" avec panneaux peints et sonorisation, puis en forum permanent de discussion sur toutes les contestations.

### Appellation et journée du 11 mai à Marseille
Le 11 mai au matin, après l'assaut des barricades dans la nuit, les étudiants sont choqués par le nombre de blessés la veille au quartier latin, qui a choqué la presse et la télévision, où les journalistes de l'ORTF protestant pour la première fois contre la censure.
Marseille y est d'autant plus sensibilisée que la veille, les lycées s'activent pour la première fois, quand 1500 lycéens défilent rue Jules Guesde le 10 mai 1968.
À Paris, des centaines de policiers et de gendarmes ont d'abord laissé s'édifier les barricades, avec un total de 188 véhicules incendiés et des rues entières dépavées, puis ont été dirigés par le préfet de police Maurice Grimaud pour les éradiquer à partir de 2 heures 15 du matin, ce qui a causé 367 blessés dont 32 graves mais aussi l'usage de gaz toxiques et dans certains cas des poursuites dans les immeubles des passants et manifestants. Pendant et après cette nuit, la crainte de décès monte et les rumeurs les plus folles vont parcourir Marseille comme les autres villes.
Un tract apparait, titré « Nouveau Charonne à Paris »,, en allusion à l'affaire de la station de métro Charonne du 8 février 1962, dans la station de métro Charonne à Paris, à l'encontre de personnes manifestant contre l'Organisation armée secrète (OAS) et la guerre d'Algérie, la violence policière.
Le tract est diffusé dans Marseille, dès le début de matinée le samedi 11 mai. Il reprend le slogan très critiqué mais de plus en plus entendu de « CRS = SS », et souligne qu'à Paris le recteur Roche a reçu au cours de la Nuit des Barricades de Mai 68 une délégation d'étudiants et d'enseignants, pour tenter sans succès de négocier les conditions d'un retour au calme, avant l'assaut des policiers au cours de la nuit. « Ces méthodes relèvent de la répression et de la guerre civile » estime le tract, qui demande de se réunir à partir de 12 heures devant le local de l'UNEF : « Tous à la Canebière devant l'AGEM » et « n'écoutez pas les mensonges de la radio du pouvoir », dit le texte.
Ce samedi 11 mai, la CGT et la FEN appellent à une grève générale et nationale de protestation pour le surlendemain, le lundi 13 mai dans les rues de Paris et les étudiants marseillais souhaitent le même mouvement dans leur ville. À Paris, le recul du gouvernement le 11 mai a été annoncé dans la soirée par le premier ministre Georges Pompidou, de retour d'un voyage en Iran : 24 étudiants ont été relâchés. Mais quatre autres, toujours emprisonnés, comparaissent devant la cour d'appel le lundi 13 mai.
Ce rassemblement 11 mai est la première manifestation unitaire du Mai 68 à Marseille, après le 1er mai sur la Canebière, une avenue qui était interdite aux manifestants de la ville depuis 1954.

### Les grandes manifestations de rue du 13 mai et la banderole autonome
Le succès des grandes manifestations associant syndicats de salariés et mouvement étudiants et lycéens au cours de la journée du 13 mai dans les Bouches-du-Rhône, le Var et le Gard a surpris les observateurs car allant très au delà de l'assise traditionnelle des syndicats, avec la présence des conducteurs de tram, dockers, marins, peintres de bord, métallos, employés des savonneries et huileries. Les manifestants sont massés dans les allées Léon-Gambetta, en haut de la Canebière. Parmi les élus en écharpe tricolore, le maire de Marseille, le socialiste Gaston Defferre. Le parcours, inhabituel, mène jusqu'au parvis du palais de justice et les slogans font référence aux personnes arrêtées lors de la Nuit des Barricades de Mai 68 et le vendredi précédent :
- À bas la répression, libérez nos camarades ;
- Amnistie totale ;
- De Gaulle assassin ;
- Étudiants solidaires des travailleurs.

Le mouvement du 11 mai décide de défiler ce jour-là sous sa propre banderole "Mouvement du 11 mai" et plus seulement celle de l'UNEF, aux cris de « Nous sommes un groupuscule ». Le 13 mai, alors que les manifestants sont selon la police 16 000 à Marseille, 300 à La Ciotat, 200 à Gardanne, 1 700 à Arles, 4 orateurs prennent la parole pour les jeunes CGT, l’AGEM, la CFDT et le CAL (Comité d’action lycéen). Le Mouvement du 11 mai, alors encore allié à l'UNEF, organise des groupes motorisés de lycéens qui vont propager les mots d’ordre et contribuer aux distributions de tracts et consignes d'un quartier de l'agglomération urbaine à l'autre.

### Les grèves dans les Bouches-du-Rhône, de Marignane au Port de Marseille
Les mobilisations ouvrières démarrent du 13 au 17 mai à l'usine Sud Aviation de Marignane, qui emploie 6 000 personnes, en forte croissance sur les marchés militaires dans les années 1960 pour les programmes militaires Puma et Gazelle codéveloppés avec la firme britannique Westland Aircraft, grâce à l'utilisation à grande échelle des hélicoptères par les Américains lors de la guerre du Viêt Nam.
Cette usine très suivie par les industriels fusionnera en 1970, avec Nord-Aviation et la Société pour l'étude et la réalisation d'engins balistiques (SEREB) pour créer la Société Nationale Industrielle Aérospatiale (SNIAS) puis sera rebaptisée Airbus Helicopters une fois devenue premier fabricant d'hélicoptères civils au monde. Un meeting prend place le 17 mai, à l’appel de la CGT et de FO, et décide d’organiser « un référendum » sur l’action avec une plateforme commune aux différents syndicats tandis que le directeur est « consigné » dans son bureau.
Dans les Bouches-du-Rhône, la participation à la grève générale approche 98% dans l’enseignement et c'est aussi près de 95% chez les communaux et hospitaliers, 75% aux PTT, 72% dans les régies financières, 30% à la préfecture. Dans le secteur public, c'est 89% chez les mineurs, 80% à l’EDF ET GDF ou encore 64% à la SNCF, 100% dans les transports urbains et les taxis. Dans le secteur privé, la réparation navale et la métallurgie sont les plus affectées avec 80% et 90%, puis la chimie et la pétrochimie avec 80%. La participation est moindre dans les banques avec seulement 50%.
Le port de Marseille est paralysé pendant cinq semaines, avec 100 % de grévistes chez les dockers et les marins, 65% pour le personnel du Port autonome et 50% pour le personnel sédentaire des compagnies de navigation.

### L'assemblée constituante fondée le 18 mai
Le « mouvement du 11 mai » décide d'associer le plus largement possible les étudiants et professeurs marseillais à une « assemblée constituante », composée d’enseignants, d’agents et d’étudiants, chargée de réfléchir à une modification du système universitaire. Elle est mise en place le 18 mai à la faculté des sciences.

### Les manifestations marseillaises des 24 et 27 mai puis du 12 juin
La CGT annonce ensuite 300 000 grévistes dans les Bouches-du-Rhône le 23 mai et le lendemain est chargé en manifestations: l'UNEF et le Mouvement du 11 mai se retrouvent dans le Quartier des réformés puis descendent la Canebière ensemble pour se rendre Place de la Joliette où un meeting d’environ 700 à 800 grévistes est prévu, avant de rallier la nouvelle Bourse du travail. Le 27 mai, le Mouvement du 11 mai, l’AGEM et les CAL appellent à une manifestation sur la Canebière à 17 heures, en pleine négociation des Accords de Grenelle, mais le quotidien du parti communiste, La Marseillaise met en garde contre le risque de voir débouler 50 voitures de provocateurs.
Le mouvement reste très lié à l'Association générale des étudiants de Marseille et organise une manifestation le 12 juin 1968 à 18 heures au surlendemain de la mort en région parisienne du lycéen Gilles Tautin, âgé de seulement dix-huit ans, qui se noya en voulant échapper à la police dans la campagne environnant l'usine Renault de Flins dans les Yvelines.

### Les années suivantes
Après Mai 68, les militants UNEF et PSU de Marseille se rendent aux assises de l’UNEF à Grenoble, où Marc Heurgon dirige en coulisse, même si le vice-président est Jacques Sauvageot en façade. Lors du festival d’Avignon, le mot d’ordre du PSU local est « Vilar, Béjar, Salazar ! ». Le Mouvement du 11 mai conserve alors son autonomie, sans se rallier à un parti.
Lors des années suivantes à Marseille, les deux principaux animateurs du mouvement, tous deux physiciens, sont Samuel Johsua et Robert Holtzauer, qui en Mai 68 avait fini par conquérir la présidence de l'AGEM, branche locale de l'UNEF en s'y faisant élire pendant la mobilisation. Ils participent aux actions dans les secteurs des universités de Marseille qui avaient combattu Mai 68. L'année qui a suivi le mouvement de Mai 68, chez les étudiants en droit, le mouvement du 11 mai veut démanteler la « Corpo » ; des bagarres extrêmement violentes se termineront par la démission du doyen, et la fin de cette Corpo.
Une démarche similaire s'opère à La Timone, l’une des seules facultés de France, avec Assas à Paris, à avoir été occupée par les étudiants de droite en Mai 68. Un nouveau doyen, Henri Roux, proche de l’Action française, est nommé après le mouvement. Dès 1969, les étudiants en médecine fondent un « Comité de lutte médecine » désirant « mettre fin à la domination des fascistes sur la faculté (...) et mener le combat pour une médecine au service du peuple », en « soulevant la question de l’avortement ». En quatre ans, il réussit à faire démissionner le doyen Roux et « gagne la bataille des reçus-collés contre le numérus clausus ». Plusieurs étudiants pratiquent des IVG avant la loi et certains importent à Marseille la Méthode de Karman.
Le « Mouvement du 11 mai » est considéré en 1969 par les observateurs comme le courant protestataire le plus vigoureux chez les étudiants. C'est aussi lui qui a lancé une vaste protestation contre « la participation », sur le mode gaulliste, des étudiants à la réforme de l'Université via les élections au conseil provisoire de cogestion des universités voulue par la loi d'orientation du ministre chargé du dossier, Edgar Faure.
Le mouvement décide à la même époque la publication d'une revue baptisée Mai 1968, distribuée dans les usines et plusieurs quartiers ouvriers de Marseille et des pourtours de l'étang de Berre.
Le « Mouvement du 11 mai » s'est aussi impliqué en 1969 dans la « sécession » des comités d'action au congrès de l'Unef, qui a affaibli tant ces comités que le syndicat étudiant.
Ses militants vont ensuite s'impliquer sur le plan politique, pour certains d'entre eux les plus connus : en 1971, Samuel Johsua sera militant du groupe local "Révolution", avant de contribuer à la fondation à l'échelle de Révolution !, avec son frère Isaac Johsua et Henri Maler ou encore Christian Picquet, puis de revenir avec les autres militants adhérer à la LCR en 1979. Il est devenu universitaire physicien, puis professeur en sciences de l'éducation.[source insuffisante]

#### Mai 68 en général
- Historiographie de Mai 68
- Mai 68
- Histoire de l'anarchisme
- Chronologie des événements de mai - juin 1968

#### Autres déclinaisons régionales de l'événement
- Mai 68 en Auvergne
- Mai 68 en Provence
- Mai 68 à Lyon
- Mai 68 à Toulouse
- Mai 68 à Nantes
- Mai 68 à Caen